# 德达乡
德达乡，是中华人民共和国四川省甘孜藏族自治州巴塘县下辖的一个乡镇级行政单位。

## 行政区划
德达乡下辖以下地区：
上德达村、中德达村、曲呷村、牧业村和吉热村。